# Clinopodium glabellum
Clinopodium glabellum är en kransblommig växtart som först beskrevs av André Michaux, och fick sitt nu gällande namn av Carl Ernst Otto Kuntze. Clinopodium glabellum ingår i släktet bergmyntor, och familjen kransblommiga växter. Inga underarter finns listade i Catalogue of Life.